# Mareil-en-Champagne
Mareil-en-Champagne település Franciaországban, Sarthe megyében. Lakosainak száma 346 fő (2022. január 1.). Mareil-en-Champagne Joué-en-Charnie, Brûlon, Loué, Saint-Christophe-en-Champagne és Saint-Ouen-en-Champagne községekkel határos.

## Népesség
A település népességének változása:
| Lakosok száma | 334  | 365  | 387  | 382  | 385  | 384  | 371  | 359  | 346  |
|               | 2013 | 2015 | 2016 | 2017 | 2018 | 2019 | 2020 | 2021 | 2022 |